# Natació als Jocs Olímpics d'estiu de 1896 - 100 metres lliures masculins

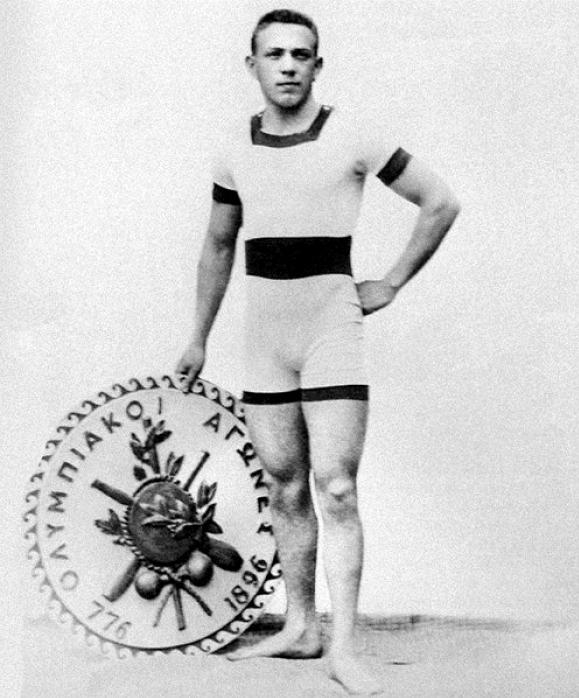
Fotografia d'Alfréd Hajós, primer campió dels 100 metres lliures de natació.

Els 100 metres lliures masculins fou la més curta de les quatre proves del programa olímpic de natació dels Jocs Olímpics d'Atenes de 1896. Hi van prendre part 10 nedadors en representació de quatre països. Els dos competidors d'Àustria-Hongria acabaren en les dues primeres posicions, sent l'hongarès Alfréd Hajós el vencedor final. Es desconeix el nom de quatre dels nedadors grecs.

## Medallistes
| Or                 | Plata                 | Bronze |
| Alfréd Hajós (HUN) | Otto Herschmann (AUT) |        |

## Resultats
| Posició | Nedador                   | País         | Temps      |
| ------- | ------------------------- | ------------ | ---------- |
| Or      | Alfréd Hajós              | Hongria      | 1' 22,2"   |
| Argent  | Otto Herschmann           | Àustria      | 1' 22,8"   |
| 3-10    | Georgios Anninos          | Grècia       | desconegut |
| 3-10    | Efstathios Chorophas      | Grècia       | desconegut |
| 3-10    | Alexandros Khrisafos      | Grècia       | desconegut |
| 3-10    | Gardner Williams          | Estats Units | desconegut |
| 3-10    | 4 grecs de nom desconegut | Grècia       | desconegut |